# Reinaldo Fontalvo
Reinaldo Miguel Fontalvo Freile (Barranquilla, Atlántico; 8 de enero de 1999) es un futbolista colombiano que juega en la posición de Guardameta y su club actual es el Real Cartagena de la  Categoría Primera  B.

## Selección nacional
En noviembre de 2016 fue convocado por José María Pazo para ser parte del segundo ciclo de trabajo en la ciudad de Barranquilla del Proyecto Guardametas FCF liderado por la Federación Colombiana de Fútbol en donde se le hace un seguimiento a jóvenes Guardametas que podrían hacer parte de la Selección Colombia en las categorías de base.
En agosto de 2017 fue convocado nuevamente por  Pazo al tercer ciclo de trabajo del Proyecto Guardametas FCF en la ciudad de Bogotá.
En marzo de 2018, es convocado en la era del director técnico Arturo Reyes Montero, desde el 5 hasta el 16 de marzo para realizar el segundo ciclo de entrenamientos con la Selección de fútbol sub-20 de Colombia, como preparación para los XI Juegos Sudamericanos a realizarse en la Ciudad de Cochabamba, Bolivia, del 26 de mayo al 8 de junio de 2018.
En enero de 2019 es convocado por la Selección Colombia sub-20 para disputar el Campeonato Sudamericano Sub-20 en Chile.

### Participación Sudamericanos
| Competición                            | Sede  | Resultado   | Part. |
| -------------------------------------- | ----- | ----------- | ----- |
| Campeonato Sudamericano Sub-20 de 2019 | Chile | Clasificado | 0     |

### Participaciones en Copas del Mundo
| Mundial                     | Sede    | Resultado        | Partidos | Goles |
| --------------------------- | ------- | ---------------- | -------- | ----- |
| Copa Mundial Sub-20 de 2019 | Polonia | Cuartos de final | 0        | 0     |

## Clubes
| Club               | País     | Año             |
| ------------------ | -------- | --------------- |
| Barranquilla F. C. | Colombia | 2017 - 2019     |
| Junior             | Colombia | 2020 - 2021     |
| Barranquilla F. C. | Colombia | 2021 - 2022     |
| Envigado F. C.     | Colombia | 2022 - 2023     |
| Real Cartagena     | Colombia | 2024 - presente |

## Estadísticas
Actualizado a 11 de junio de 2025.
| Club                          | Div                 | Temporada           | Liga  | Liga  | Liga | Copa Nacional | Copa Nacional | Copa Nacional | Copa Internacional | Copa Internacional | Copa Internacional | Total | Total | Total |
| Club                          | Div                 | Temporada           | Part. | Goles | V.I. | Part.         | Goles         | V.I.          | Part.              | Goles              | V.I.               | Part. | Goles | V.I.  |
| ----------------------------- | ------------------- | ------------------- | ----- | ----- | ---- | ------------- | ------------- | ------------- | ------------------ | ------------------ | ------------------ | ----- | ----- | ----- |
| Barranquilla F. C. · Colombia | 2.ª                 | 2017                | —     | —     | —    | 5             | -4            | 2             | —                  | —                  | —                  | 5     | -4    | 2     |
| Barranquilla F. C. · Colombia | 2.ª                 | 2018                | 21    | -35   | 4    | 1             | 0             | 1             | —                  | —                  | —                  | 22    | -35   | 5     |
| Barranquilla F. C. · Colombia | 2.ª                 | 2019                | 15    | -20   | 5    | 1             | -1            | 0             | —                  | —                  | —                  | 16    | -21   | 5     |
| Barranquilla F. C. · Colombia | 2.ª                 | 2021                | 16    | -23   | 5    | 4             | -4            | 2             | —                  | —                  | —                  | 20    | -27   | 7     |
| Barranquilla F. C. · Colombia | 2.ª                 | 2022                | —     | —     | —    | —             | —             | —             | —                  | —                  | —                  | 0     | 0     | 0     |
| Barranquilla F. C. · Colombia | Total               | Total               | 52    | -78   | 14   | 11            | -9            | 5             | 0                  | 0                  | 0                  | 63    | -87   | 19    |
| Junior · Colombia             | 1.ª                 | 2020                | —     | —     | —    | —             | —             | —             | —                  | —                  | —                  | 0     | 0     | 0     |
| Junior · Colombia             | 1.ª                 | 2021                | —     | —     | —    | —             | —             | —             | —                  | —                  | —                  | 0     | 0     | 0     |
| Junior · Colombia             | Total               | Total               | 0     | 0     | 0    | 0             | 0             | 0             | 0                  | 0                  | 0                  | 0     | 0     | 0     |
| Envigado F. C. · Colombia     | 1.ª                 | 2022                | —     | —     | —    | —             | —             | —             | —                  | —                  | —                  | 0     | 0     | 0     |
| Envigado F. C. · Colombia     | 1.ª                 | 2023                | —     | —     | —    | —             | —             | —             | —                  | —                  | —                  | 0     | 0     | 0     |
| Envigado F. C. · Colombia     | Total               | Total               | 0     | 0     | 0    | 0             | 0             | 0             | 0                  | 0                  | 0                  | 0     | 0     | 0     |
| Real Cartagena · Colombia     | 2.ª                 | 2024                | —     | —     | —    | —             | —             | —             | —                  | —                  | —                  | 0     | 0     | 0     |
| Real Cartagena · Colombia     | 2.ª                 | 2025                | 2     | -2    | 0    | —             | —             | —             | —                  | —                  | —                  | 2     | -2    | 0     |
| Real Cartagena · Colombia     | Total               | Total               | 2     | -2    | 0    | 0             | 0             | 0             | 0                  | 0                  | 0                  | 2     | -2    | 0     |
| Total en su carrera           | Total en su carrera | Total en su carrera | 54    | -80   | 14   | 11            | -9            | 5             | 0                  | 0                  | 0                  | 65    | -89   | 19    |

## Palmarés

### Campeonatos nacionales
| Título                | Equipo | Sede     | Año  |
| --------------------- | ------ | -------- | ---- |
| Superliga de Colombia | Junior | Colombia | 2020 |

### Títulos internacionales
| Título        | Equipo          | Sede       | Año  |
| ------------- | --------------- | ---------- | ---- |
| Juegos Odesur | Colombia sub-20 | Cochabamba | 2018 |